# Список умерших в 1756 году

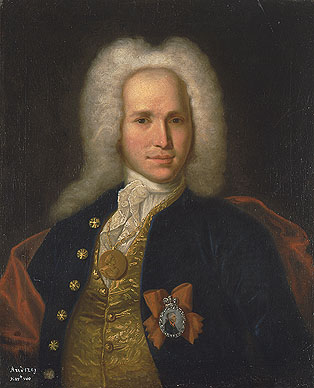
Нартов, Андрей Константинович (1707—1756)

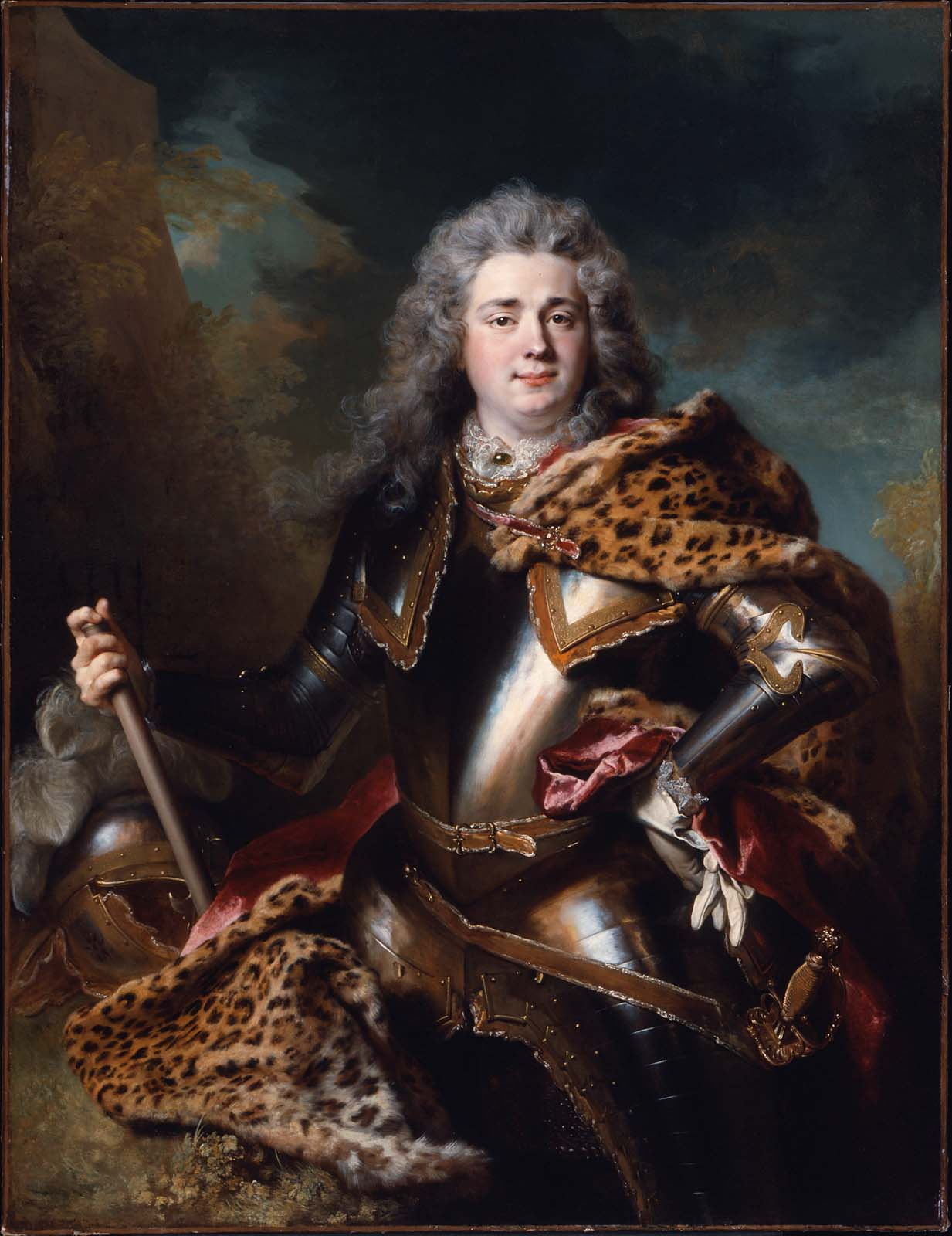
Бирон, Шарль Арман II де Гонто (1663 — 1756)

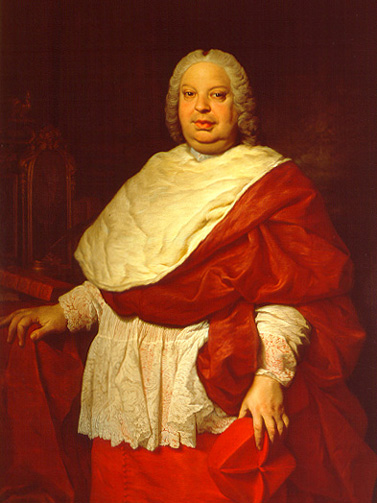
Валенти Гонзага, Сильвио (1690—1756)

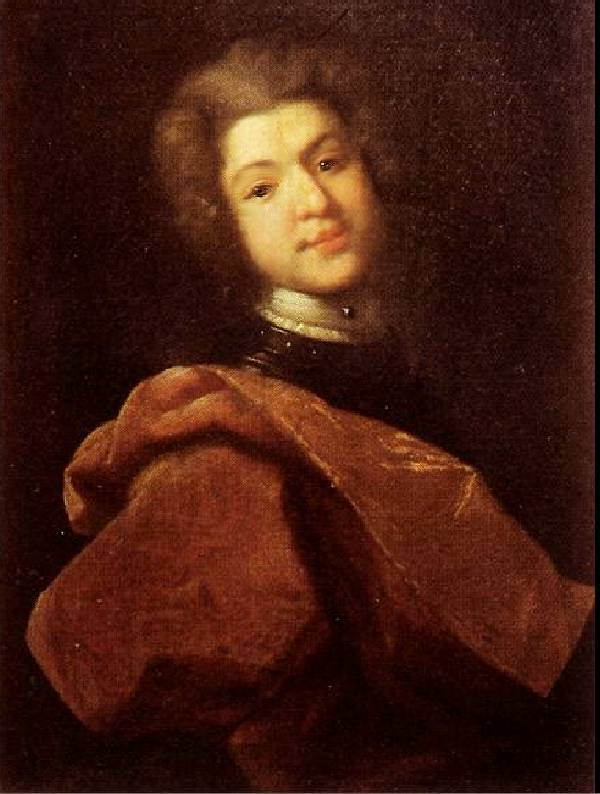
Строганов, Сергей Григорьевич (1707—1756)

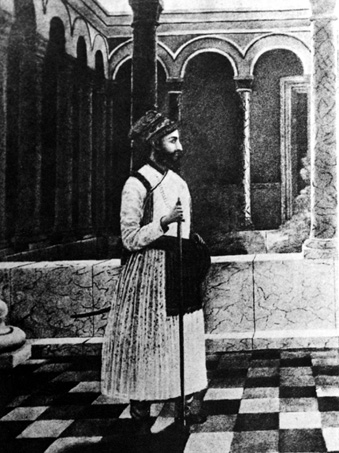
Аливарди-хан (1671—1756)

В этой статье представлен список известных людей, умерших в 1756 году.
См. также: Категория:Умершие в 1756 году

## Январь
- 27 января — Аксинья Сергеева (Аксинья Сергеевна Баскакова) — одна из первых русских профессиональных танцовщиц придворного балета.

## Февраль
- 1 февраля — Мария Августа Турн-и-Таксис — принцесса из дома Турн-и-Таксис, в браке герцогиня Вюртебергская, бабушка российской императрицы Марии Федоровны, супруги императора Павла I.
- 8 февраля — Матей Гика — господарь Молдавского княжества в 1753—1756 годах. Представитель княжеского рода Гика.
- 22 февраля — Лёфлинг, Пер — шведский ботаник, один из «апостолов Линнея».

## Март
- 1 марта — Бернакки, Антонио Мария ― итальянский певец-кастрат (сопранист).

## Апрель
- 9 апреля — Аливарди-хан — наваб Бенгалии, Бихара и Ориссы в 1740—1756 годах.
- 13 апреля — Гольдберг, Иоганн Готлиб — немецкий клавесинист и композитор.
- 15 апреля — Кассини, Жак — французский астроном, сын Ж. Д. Кассини.
- 16 апреля — Нартов, Андрей Константинович — русский учёный, механик и скульптор, статский советник, член Академии наук, изобретатель первого в мире токарно-винторезного станка с механизированным суппортом и набором сменных зубчатых колёс.

## Май
- 30 мая — Кристиан Людвиг II Мекленбургский — герцог Мекленбург-Шверина, основатель новой столицы Людвигслюст, которой дал своё имя.

## Июнь
- 12 июня — Чингунжав — один из двух главных вождей антиманьчжурского восстания 1755—1756 годов во Внешней Монголии.
- 24 июня — Цельсий, Улоф — шведский ботаник, профессор восточных языков и истории, востоковед и теолог. Улоф Цельсий известен также как Улоф Цельсий старший (Улоф Цельсий младший — его сын).

## Июль
- 1 июля — Оссолинский, Франтишек Максимилиан — польский государственный деятель, коллекционер и покровитель искусств.
- 10 июля — Готье, Жан-Франсуа — французский ботаник, один из первых исследователей флоры Канады, а также врач, метеоролог, зоолог и минералог.

## Август
- 28 августа — Валенти Гонзага, Сильвио — итальянский куриальный кардинал и папский дипломат.

## Сентябрь
- 30 сентября — Строганов, Сергей Григорьевич — действительный камергер и кавалер ордена св. Анны первой степени; отец графа А. С. Строганова и дед П. А. Строганова.

## Ноябрь
- 21 ноября — Квадрио, Франциск Ксаверий — итальянский писатель и историк, иезуит.

## Декабрь
- 11 декабря — Мария Амалия Австрийская — курфюрстина Баварии, королева Богемии, императрица Священной Римской империи.
- 27 декабря — Кейт, Петер Карл Христоф — немецкий подполковник и попечитель Академии наук, друг короля Пруссии Фридриха Великого.

## Дата неизвестна или требует уточнения
- Бирон, Шарль Арман II де Гонто — французский полководец, маршал Франции с 14 июня 1734 года.
- Блюментрост, Иван Лаврентьевич — известный аптекарь, глава Медицинской канцелярии в период 1721-1730 годов. Лейб-медик Петра I, Екатерины I и царевича Алексея.
- Бредаль, Пётр Петрович — вице-адмирал русской службы.
- Салле, Мари — французская артистка балета и балетмейстер XVIII столетия, ученица знаменитой танцовщицы Франсуазы Прево.